# Rubus echinosepalus
Rubus echinosepalus är en rosväxtart som beskrevs av Heinrich E. Weber. Rubus echinosepalus ingår i släktet rubusar, och familjen rosväxter. Inga underarter finns listade i Catalogue of Life.